# Archidiocèse de Nampula
L'archidiocèse métropolitain de Nampula est l'un des trois archidiocèses du Mozambique ; il est situé dans le Nord du pays. Son siège est à Nampula, la capitale de la province du même nom.

## Histoire
Le diocèse est créé à la suite des accords missionnaires du 7 mai 1940 entre le Saint-Siège et la République portugaise. C'est la constitution apostolique In coloniis lusitanis "Africae" et "Timor" ecclesiastica hierarchia aliter constituitur du pape Pie XII signée le 4 septembre suivant qui en formalisera sa création.
Il est érigé en archidiocèse le 4 juin 1984, à partir du diocèse de Nampula par la constitution apostolique Maputensis et aliarum in Mozambico du pape Jean-Paul II. Les diocèses suffragants sont Lichinga, Nacala et Pemba.
Mgr Inácio Saúre, IMC est l'archevêque de Nampula depuis le 11 avril 2017. 